# Barbus tyberinus
Barbus tyberinus е вид лъчеперка от семейство Шаранови (Cyprinidae). Видът е почти застрашен от изчезване.

## Разпространение и местообитание
Разпространен е в Италия.
Обитава сладководни басейни, морета, реки и потоци.

## Описание
На дължина достигат до 60 cm, а теглото им е максимум 4000 g.
Продължителността им на живот е не повече от 9 години. Популацията на вида е намаляваща.